# 御幸橋 (広島市)
御幸橋（みゆきばし）は、広島県広島市の京橋川にかかる道路および鉄道の併用橋である。

## 概要
中央に広島電鉄の軌道、その両側に車道と歩道がある併用橋である。
東岸の南区皆実町二・六丁目と西岸の千田町三丁目を結ぶ。上流に平野橋がある。また架設以来久しく京橋川で最も下流地点の橋であったが、2000年に下流側に宇品橋が開通した。
広島市の市街地中心部から南部の広島港・広島湾岸道路へと向かう幹線道路（広島県道243号広島港線・広島市道霞庚午線）上に位置するため、交通量が集中ししばしば渋滞が発生する地点となっている。また橋の西詰は広島市道御幸橋三篠線の起点である。

## 諸元
現橋
- 路線名(併用軌道)
  - 車道 : 広島県道243号広島港線
  - 軌道 : 広島電鉄宇品線
- 橋長 : 156.6m
- 支間長 : 20.65m + 20.65m + 20.75m + 29.4m + 20.75m + 20.65m + 20.65m
- 全幅 : 35.3m
- 幅員 : 歩道3.75m + 車道10.75m + 軌道5.5m +車道10.75m + 歩道3.75m = 34.5m
- 上部工 : PC単純ホロー桁（2連） + 鋼3径間連続鈑桁 + PC単純ホロー桁（2連）
- 下部工 : RC逆T式橋台2基、RCラーメン橋脚6基
- 基礎工 : 場所打ち杭Φ1200

旧橋
1945年被爆当時の橋の諸元を示す。
- 路線名 : 府県道広島市宇品線[1]
- 橋長 : 162.42m[1]
- 支間長 : （側径間不明）+ 17.8m + 5@21.2m+ 17.8m +（側径間不明）[1]
- 幅員 : 22m（幅員構成は判読不明）[1]
- 上部工 : 単径間RC充腹アーチ橋 + 7径間突桁式板桁橋 + 単径間RC充腹アーチ橋[1]
- 下部工 : RC逆T式橋台2基、RCラーメン橋脚8基[1]
- 基礎工 : 橋台 - 杭基礎、橋脚 - ケーソン基礎[1]

## 歴史

### 前史
元々この地は江戸時代初期は海であった。江戸時代中期に、右岸側の千田地区は干拓により開発される。
明治に入り、近代的な貿易港整備の必要性に迫られたこと、廃藩置県以降の旧広島藩士に対する士族授産として大規模な公共工事が考えられていた中で、宇品港（広島港）整備とそれに伴う宇品地区埋め立てが決定した。

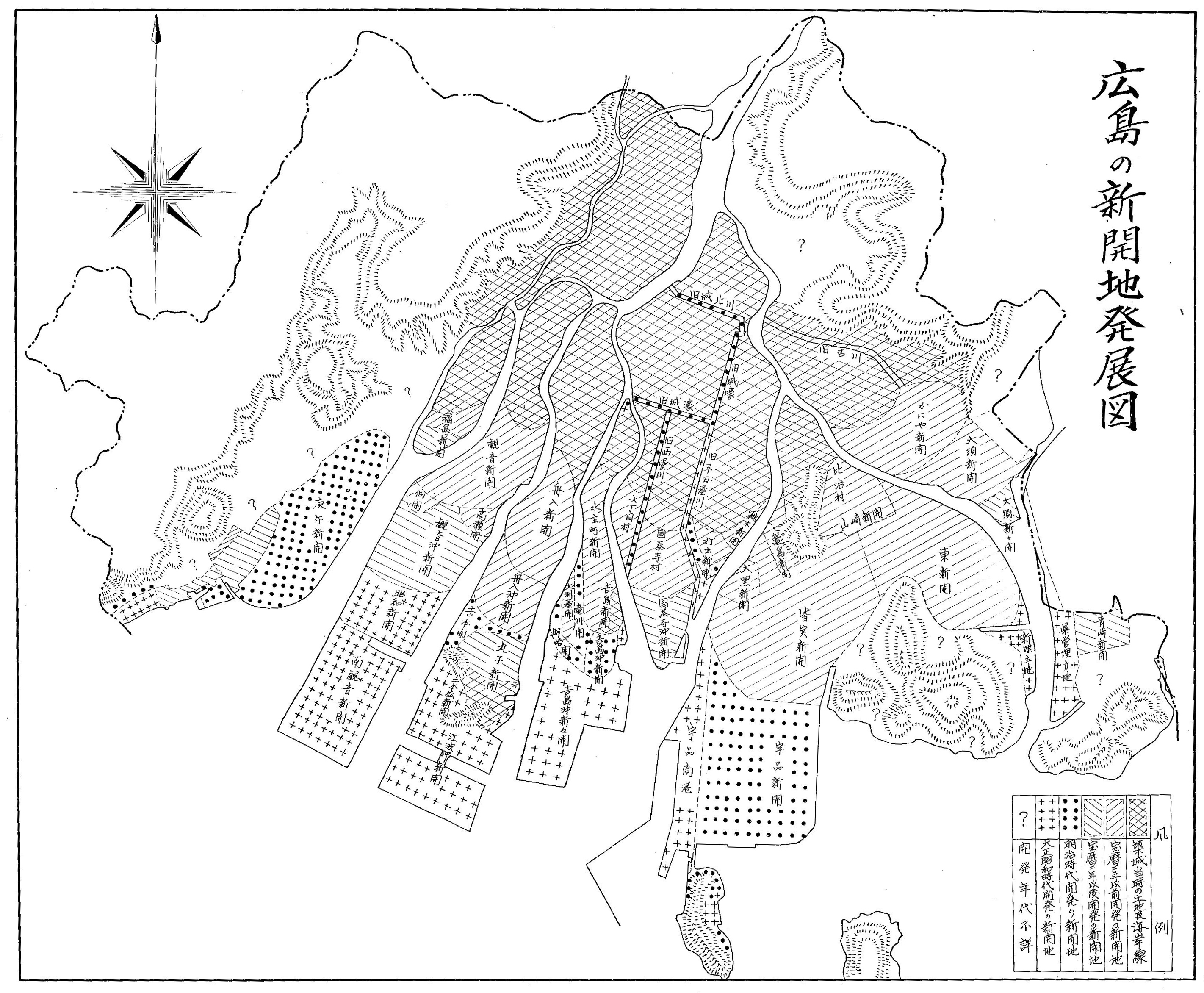
広島新開地発展図。右地図と合わせて参照。橋の両岸の開発時期がわかる。
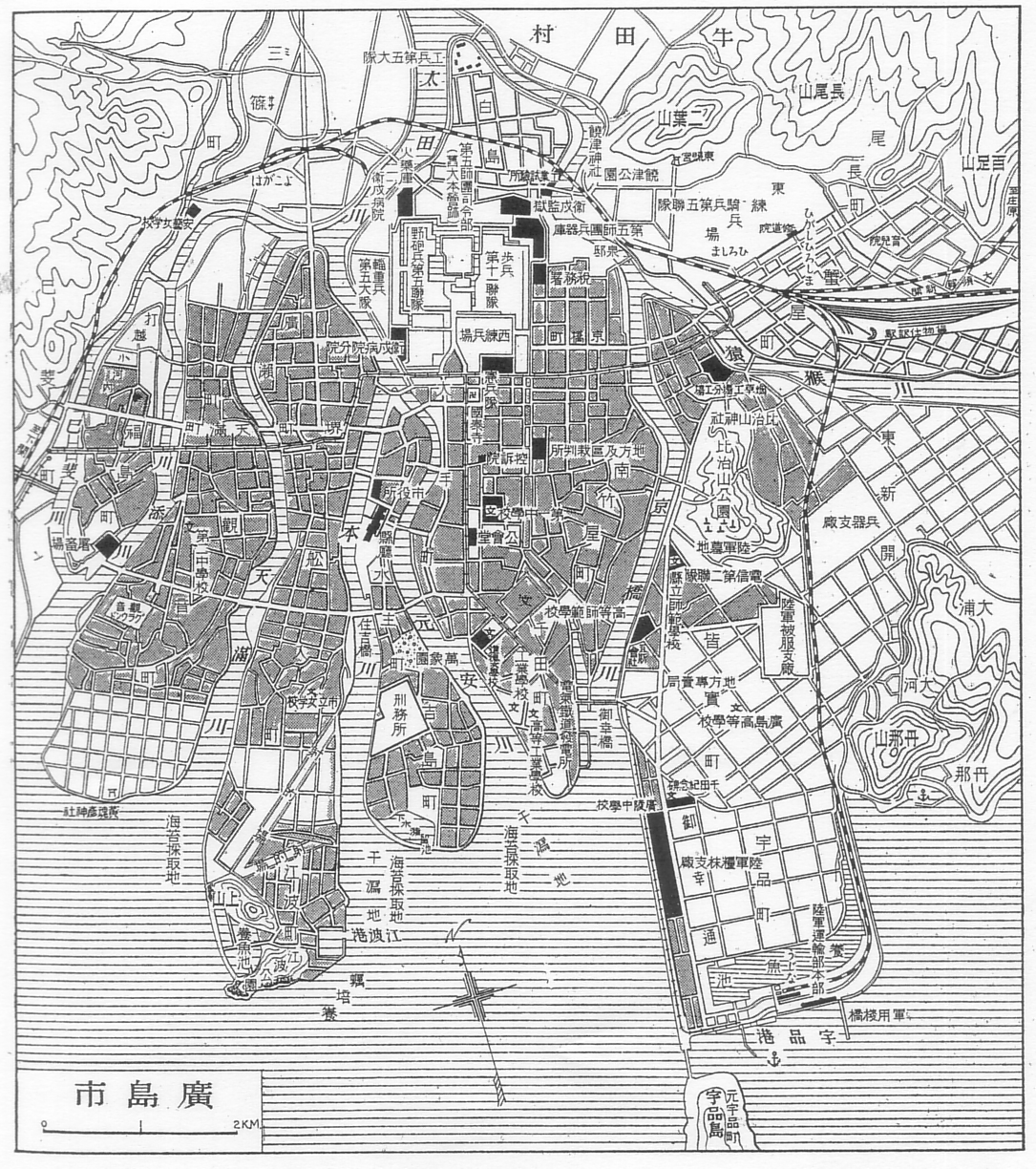
1930年ごろの広島市。京橋川最下流の橋が御幸橋。
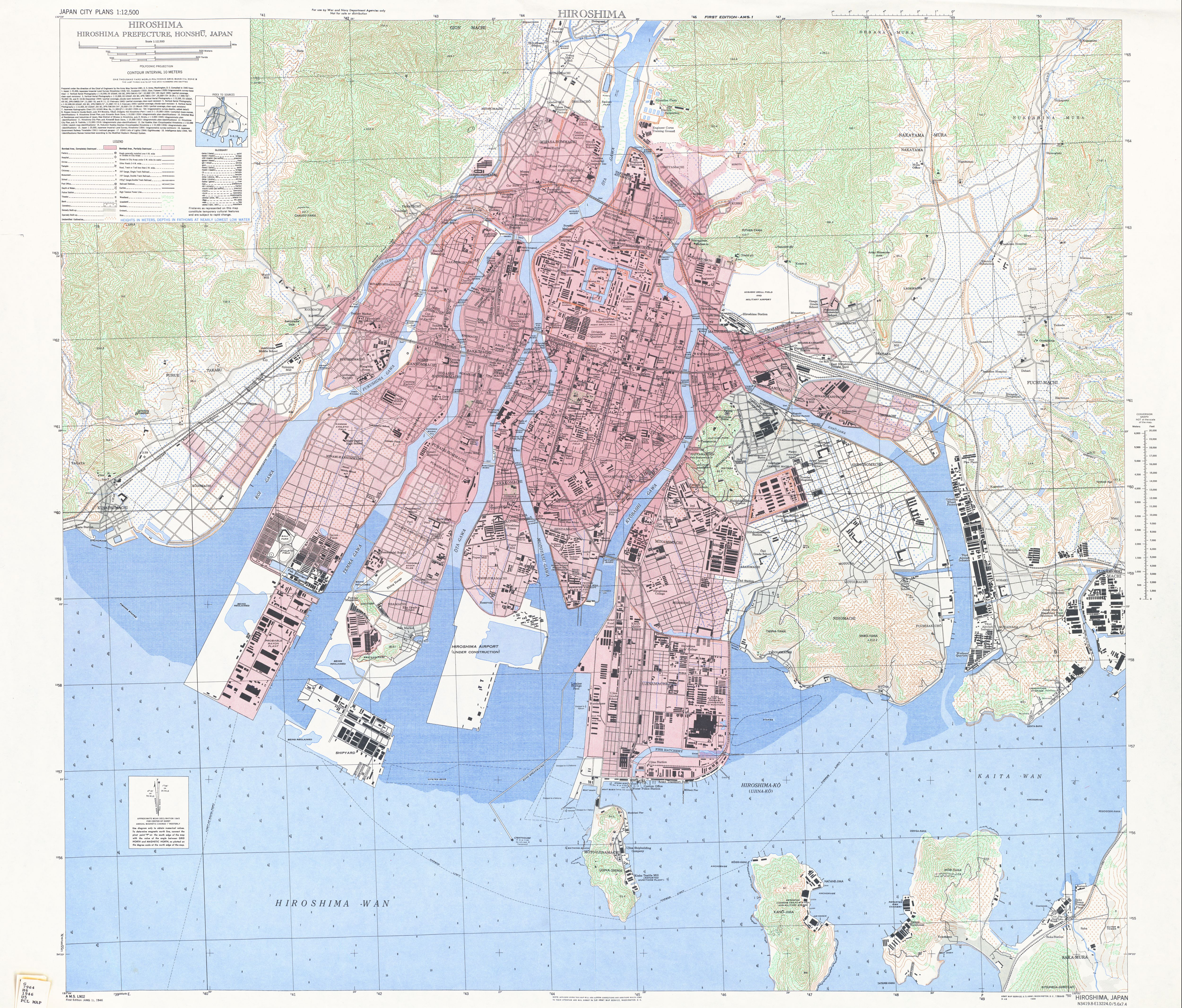
1945年米軍作成の広島市地図。"MIYUKI-BASHI"表記が確認できる。

### 架橋
1885年（明治18年）、宇品築港事業にともない架橋された。140間（約255m）規模の橋で当時広島でもっとも長い木橋であったことから「長橋」（ながはし）と呼ばれ、「川口橋」という別称もあった。ちなみに、橋自体は1885年以前から存在し、1885年は「架け替え」とする見解もある。この長橋の名はしばらく使われ、少なくとも大正時代初期まで用いられたとする記録がある。
同年8月、山陽道行幸中の明治天皇が広島を訪問し、この橋を渡ったことから「御幸橋」と改称された。
なお明治天皇は合計3度この橋を渡っている。あと2回は1894年（明治27年）、日清戦争勃発し広島城内に広島大本営が設置された際に、大本営から宇品港を出発し呉鎮守府を行幸することになりその行き帰りの道順としてこの橋を渡っている。この時の行幸記念として御幸橋に改称したとする資料もある。
御幸橋は広島市中心部から宇品港へと向かう幹線道路上に位置しているため、日清戦争から第二次世界大戦に至るまで、隊列を組んだ兵士・軍人たちは市中心部（基町）の陸軍駐屯地から南下してこの橋を渡り、兵站基地たる宇品から海外の戦場へと出征していった。
1911年（明治44年）、再び木橋に架替が行われている。この時点での長さ114間（約207m）、幅4間（約7.27m）で、未だ市内最長の長さであった。この御幸橋は、1912年（大正元年）の市電開通時に軌道を通すことができず（1915年まで御幸橋西詰めの電停（現在の御幸橋電停）が終点）、対岸の宇品方面に路線を延伸した際には橋の西詰めの電停でいったん乗客を降ろし、徒歩で橋を渡って東詰の電停で再び乗車させる方法が取られた。1919年（大正8年）、この橋の北側（上流側）に軌道専用橋が竣工され、市電は連結される。

### 併用化と被爆
その後老朽化によりこの2つの橋から鋼橋（鈑桁橋）への架け替え工事が決定、1928年（昭和3年）広島県議会にて確定、翌1929年（昭和4年）起工予定で進められていた。そこへ同年濱口内閣が発足し同時に予算緊縮方針に伴い御幸橋架替のための国庫補助金がすべて削除されることになり、予算を組んだ県の判断により着工が遅れることになった。その後方針転換され、昭和恐慌以降の景気対策の一環として補助金が下りることになった。
1931年（昭和6年）5月28日に竣工、広島市では最初の道路・軌道併用橋（幅22m、長さ162m）となった。総工事費は当時のお金で438,171円。当時は中国地方でも稀な長大橋であった。
なお、昭和初期に架けられた橋には鋼製欄干が用いられている（右写真参照）が、1945年被爆後に撮影された写真には金物が存在していない。これは太平洋戦争中に公布された金属類回収令のためである可能性が高い。

松重により撮影された写真のモニュメント

1945年8月6日の原爆被災に際しては、爆心地より約2,270mに位置しており、爆風により石造の勾欄が双方とも倒れ南側は川中に転落するなど大きな被害を受けた。しかし落橋自体は免れたため対岸の宇品方面へ避難する罹災者が橋に殺到し混乱と凄惨をきわめた。この日の午前11時頃、勤務先の中国新聞に向かっていたカメラマン・松重美人は、橋の西詰（当時南側に御幸橋交番があった）で爆心地方面から逃れ応急手当を受けていた被爆者の群集を目の当たりにして写真を撮影、これらが被爆当日の広島市街中心部を撮影したほとんど唯一の写真となった。現在、橋の西詰南側には松重により撮影された写真のモニュメントが設置されている。

### 現状
2代目の橋は戦後も長く使用されていたが、被爆による痛みに加え老朽化や交通量増大による痛みが目立ち、1969年から架け替え工事が始められた。しかし幹線道路であるため一度にすべての改築を行うことができず、上下半分ずつの掛け替えを行ったため長期間（21年）にわたる工期となり、1990年（平成2年）9月5日になって竣工（これにより幅員も34.1mに広げられた）、現在に至っている。

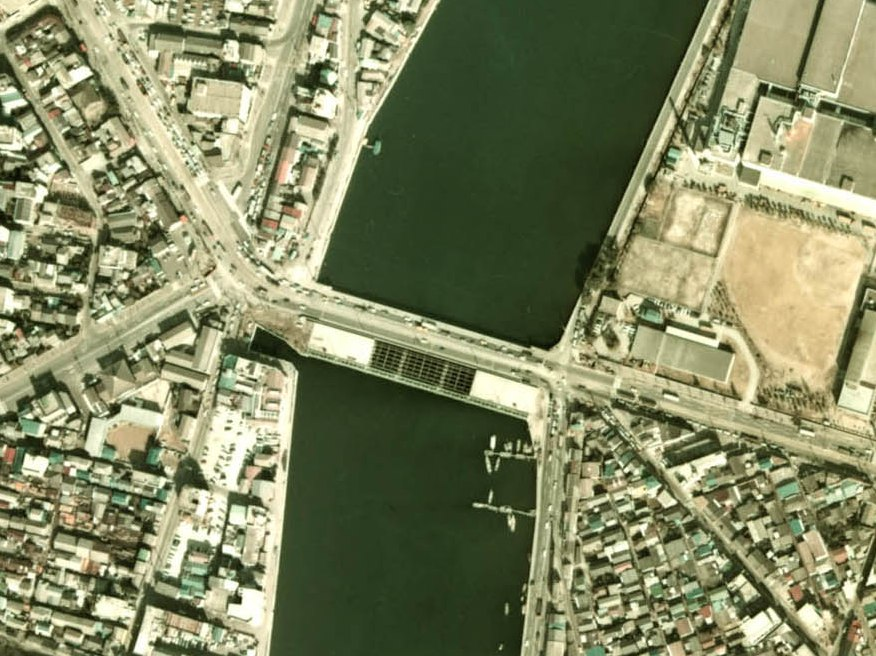
1974年[9]。上流側が旧橋、下流側が施工中の現橋。
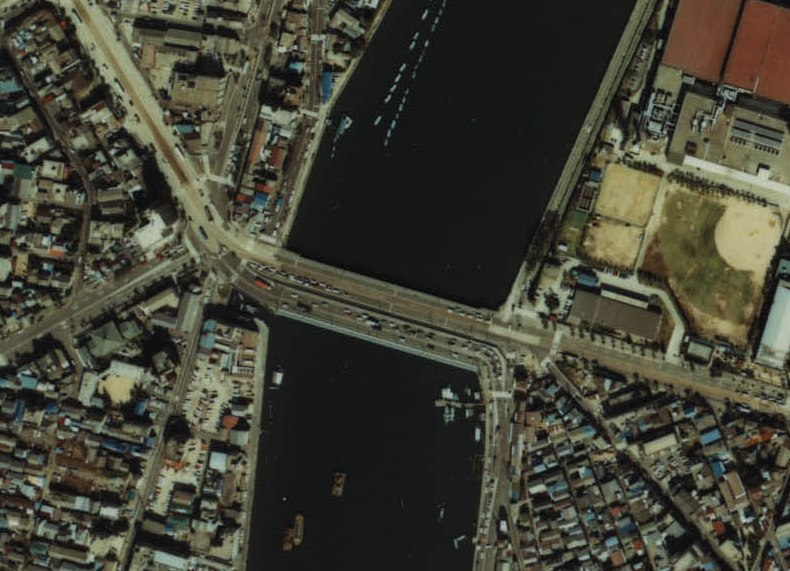
1981年[9]。下流側供用。この時点では広電軌道は上流側旧橋にある。
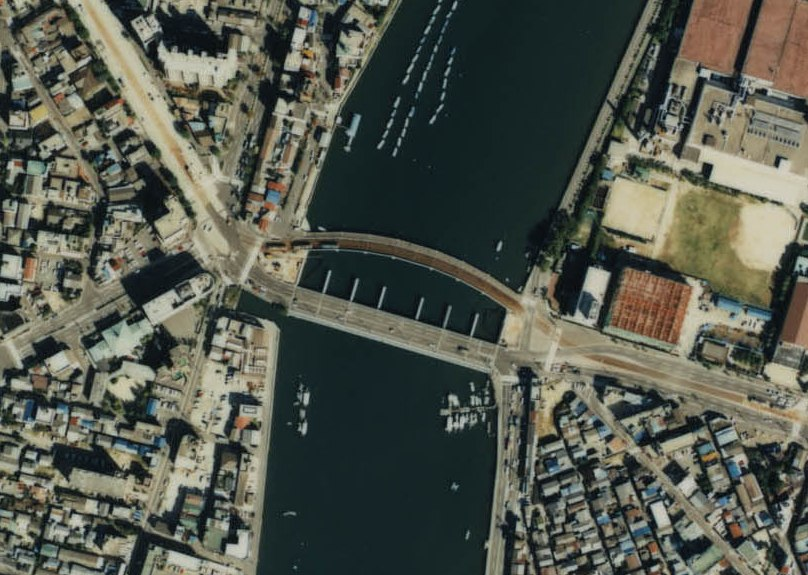
1988年[9]。上流側施工中。広電軌道用の仮設橋が見える。

## 周辺
西詰に広島電鉄宇品線・御幸橋電停、東詰に皆実町六丁目停留場がある。
平和関連モニュメントも多く、東詰北側には「おりづるモニュメント」、西詰南側には市内最大規模の「原爆被災説明板」（前記の松重による写真）が、西詰北側には「広島　ひろしま　HIROSHIMA」碑、が建っている。旧橋の親柱・中柱の一部もその付近に保存されている。
東詰北側には以前、日本専売公社(現日本たばこ産業)広島工場があった。2004年3月に閉鎖し、現在はゆめタウン広島となっている。その敷地内にはバレーボール・JTサンダーズ広島の本拠地である猫田記念体育館が建っている。
周辺にはその他にも、広島県立図書館などが建つ千田公園、修道中学校・高等学校、広島大学附属中学校・高等学校などが存在する。

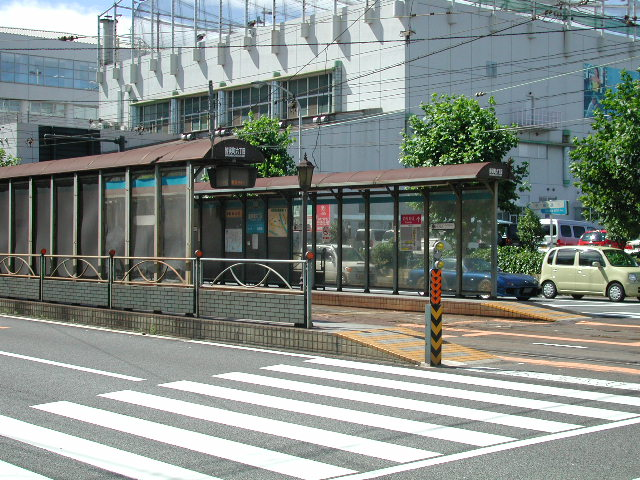
広電皆実町六丁目駅
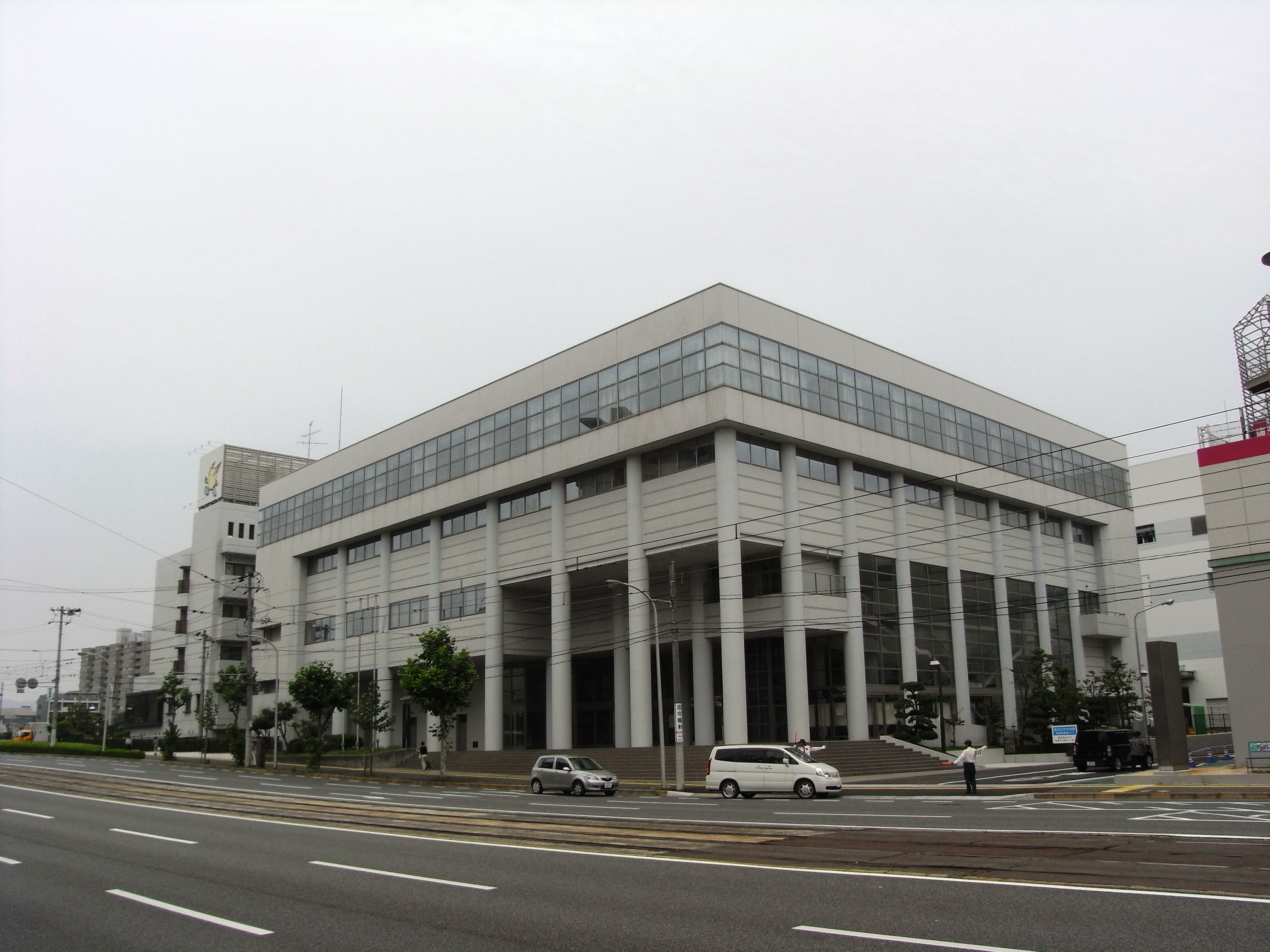
猫田記念体育館

## 関連文献
- 四国五郎 『広島百橋』春陽社出版、1975年
- 長船友則 『広電が走る街 今昔』 JTBパブリッシング、2005年　ISBN 4533059864
- 松重美人 『なみだのファインダー：広島原爆被災カメラマン松重美人の1945.8.6の記録』（柏原知子：監修） ぎょうせい、2003年 ISBN 4324071144